# آلبانی، استرالیای غربی

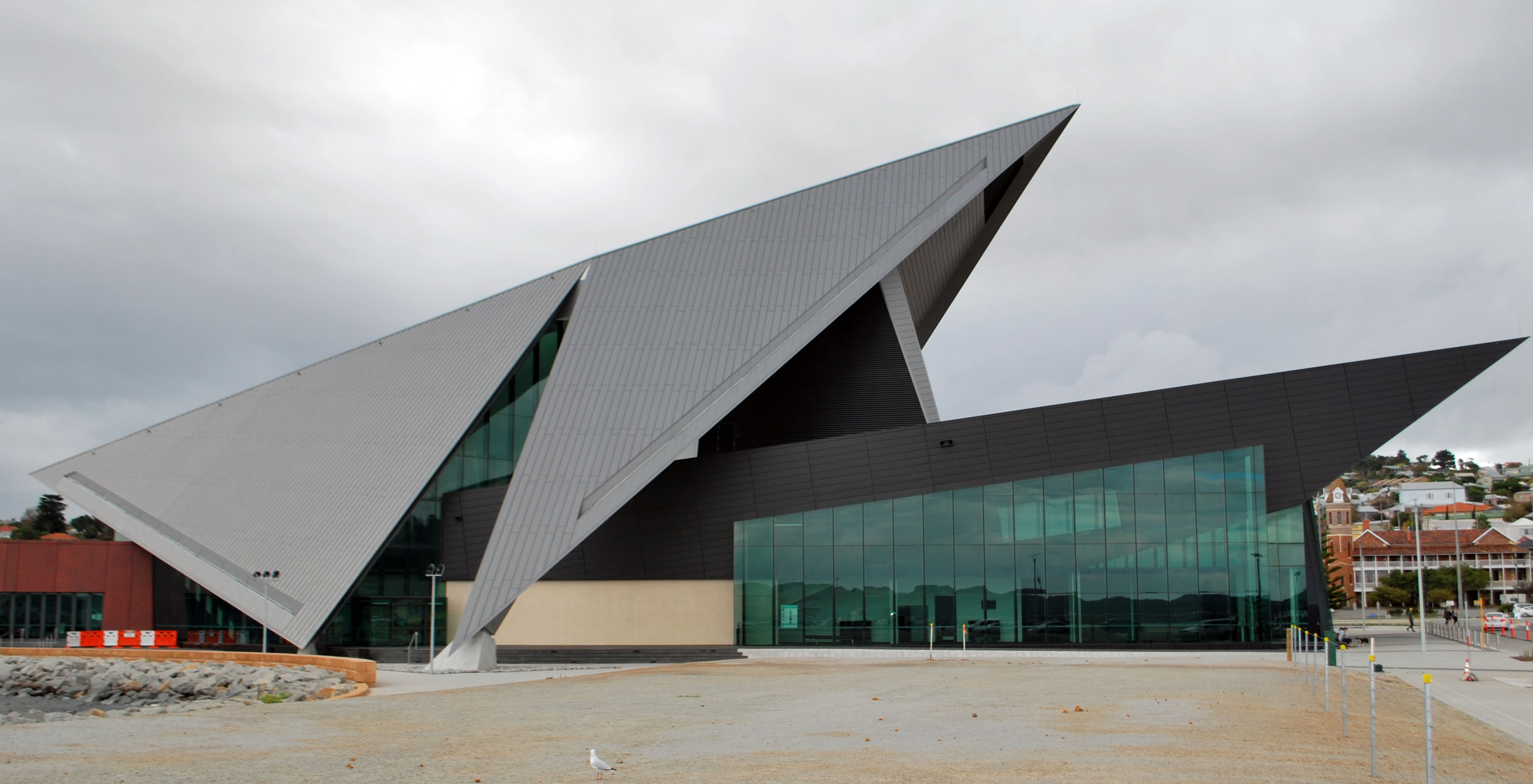
مرکز تفریحات آلبانی

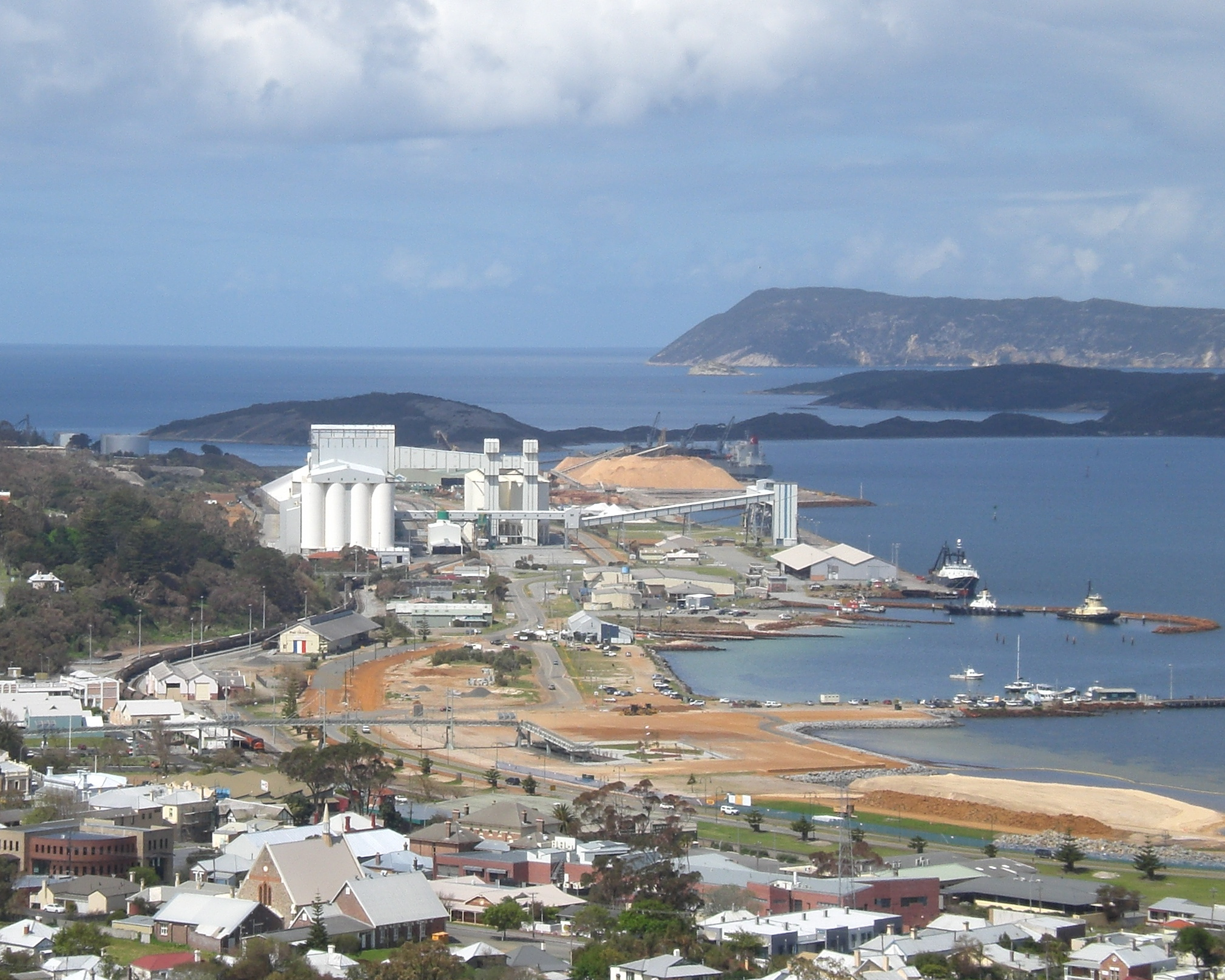
بندر آلبانی.

آلبانی ‎/ˈælbəni/‎ یک شهر بندری در منطقه جنوب بزرگ در ایالت استرالیای غربی است. این شهر در 418 کیلومتری جنوب شرقی پرت پایتخت این ایالت قرار گرفته‌است. آلبانی قدیمی‌ترین سکونتگاه در این ایالت است. جمعیت آن در سال 2011 30656 نفر بوده‌است که ششمین مرکز جمعیتی ایالت استرالیای غربی محسوب می‌شود. 
آلبانی در 26 دسامبر 1826  6 به عنوان یک پایگاه نظامی خارج از مستعمره نیو ساوت ولز به عنوان بخشی از یک طرح برای ممانعت از جاه طلبی فرانسوی‌ها در منطقه بنا شد.  
امروزه شهر آلبانی یک مرکز مهم توریستی مق برای گردشگری در جنوب غربی ایالت استرالیای غربی است. 

## تاریخچه

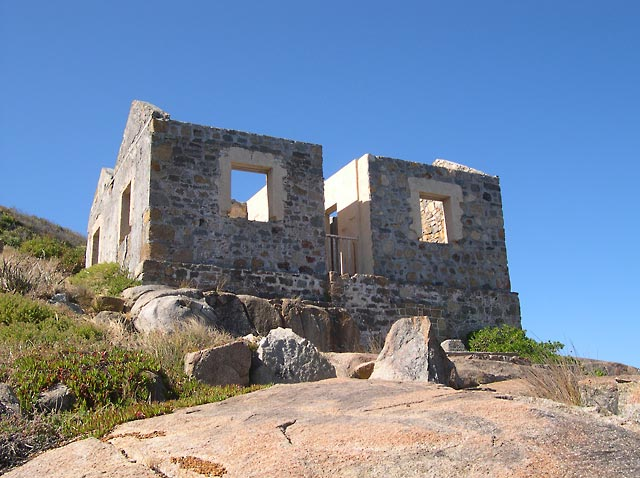
فانوس دریایی قدیمی.

### آب و هوا
آلبانی دارای آب و هوای مدیترانه ای (Köppen Csb) با تابستانهای گرم و خشک و زمستانهایی معتدل و مرطوب است. بهار و پائیز هوای مطبوعی دارد.

## صنعت

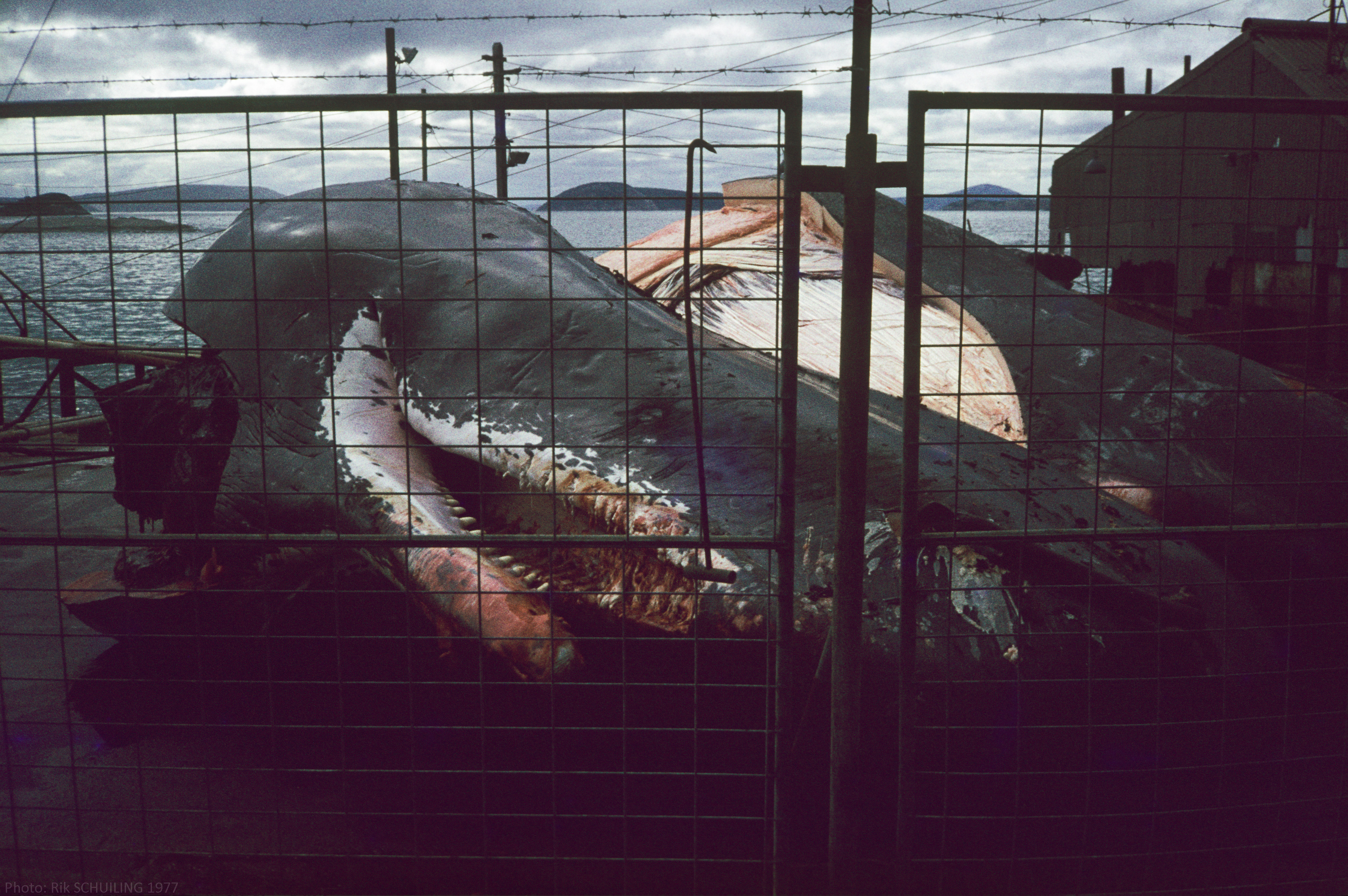
نهنگ عنبر باقی‌مانده در آلبانی صید نهنگ ایستگاه در ماه ژوئیه 1977.

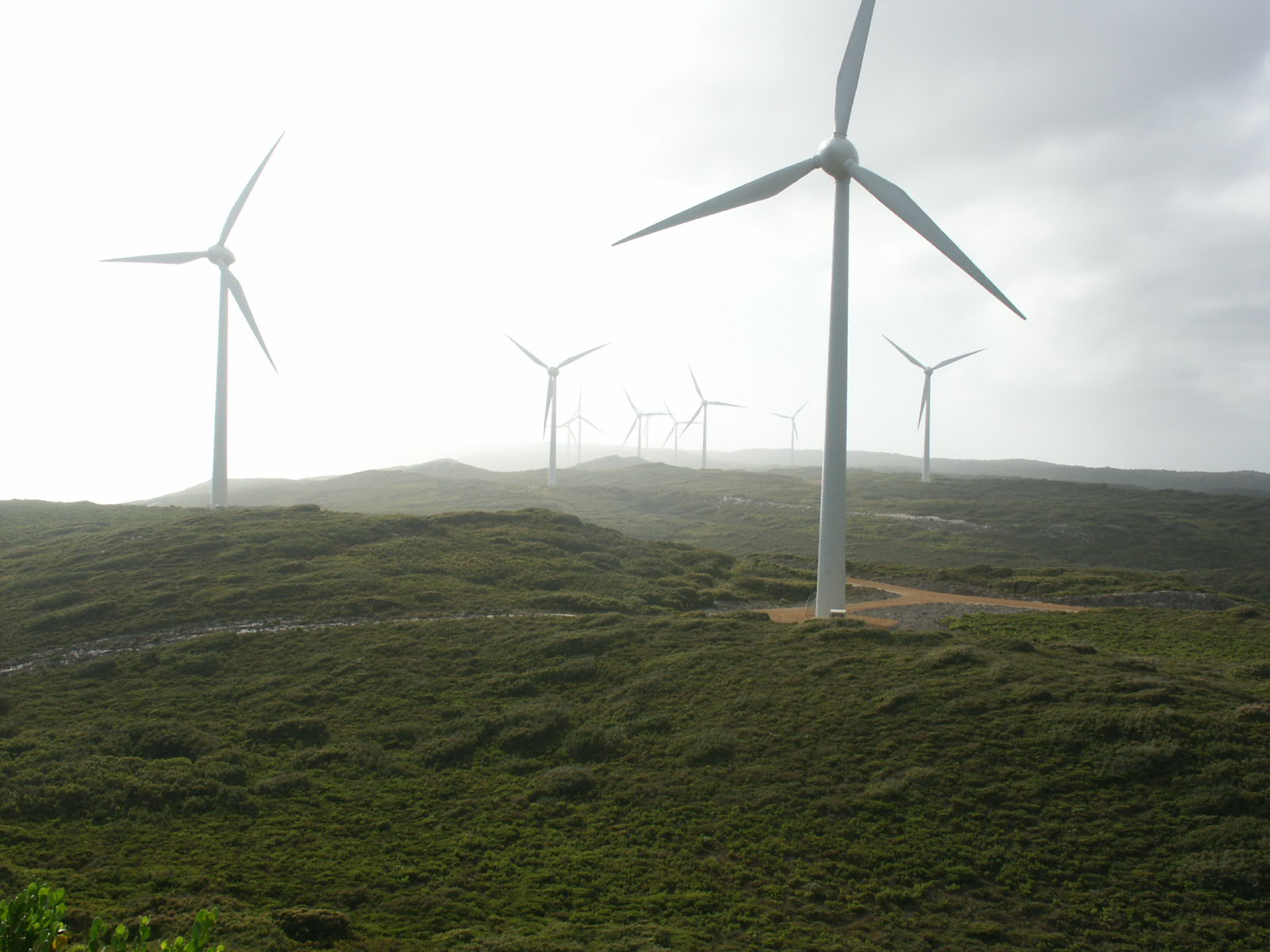
مزرعه بادی در آلبانی

صنایع اصلی شهر آلبانی استرالیا عبارتند از گردشگری، ماهیگیری، چوب بری و کشاورزی. از سال 1952 تا سال 1978 صید نهنگ منبع اصلی درآمد و اشتغال برای مردم محلی بوده‌است.

## حمل و نقل
حمل و نقل مسافری با اتوبوس در این شهر رواج دارد. 
خطوط هوایی رجینال اکسپرس در هفته 23 پرواز بین پرت و فرودگاه آلبانی انجام می‌دهد.

## نگارخانه

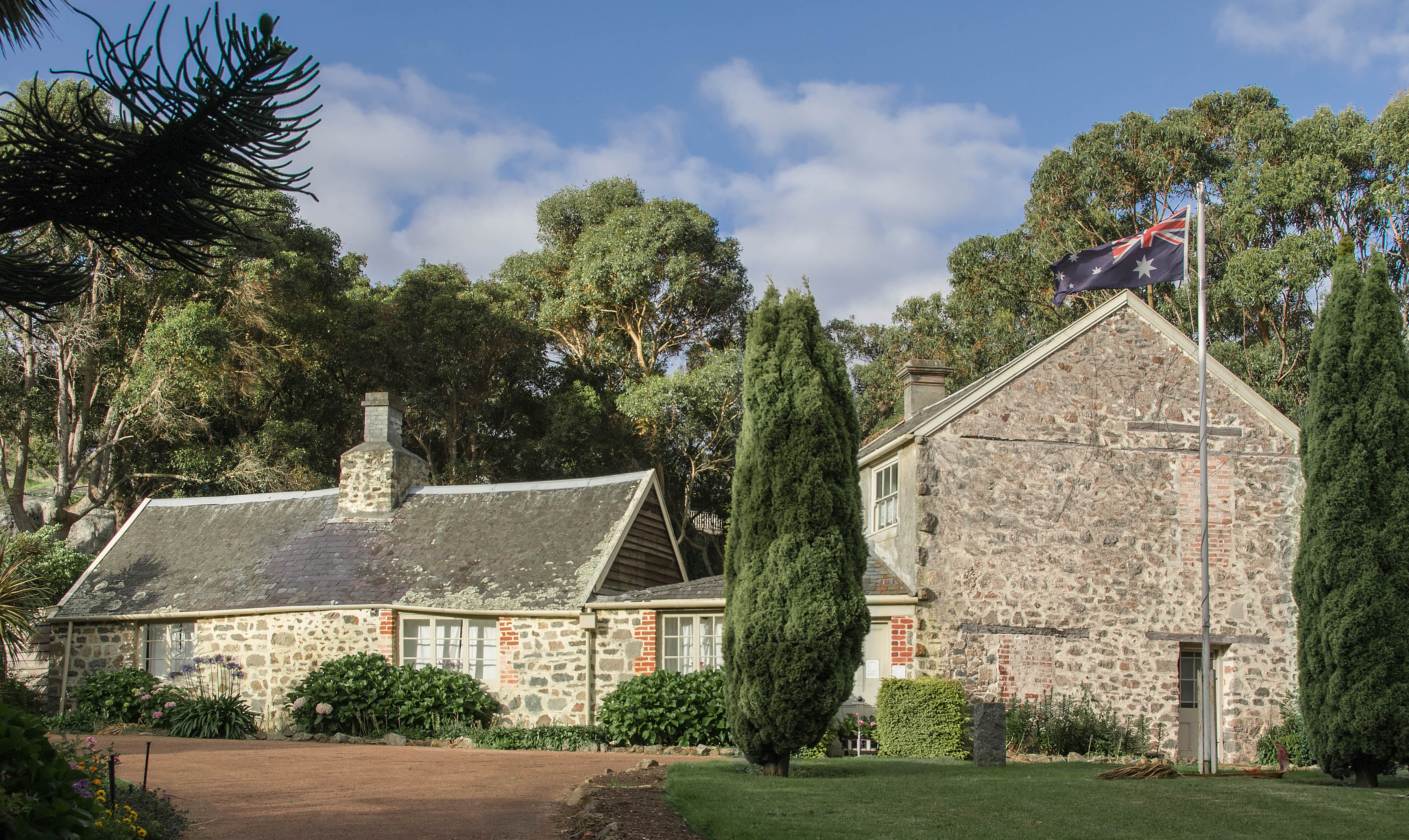
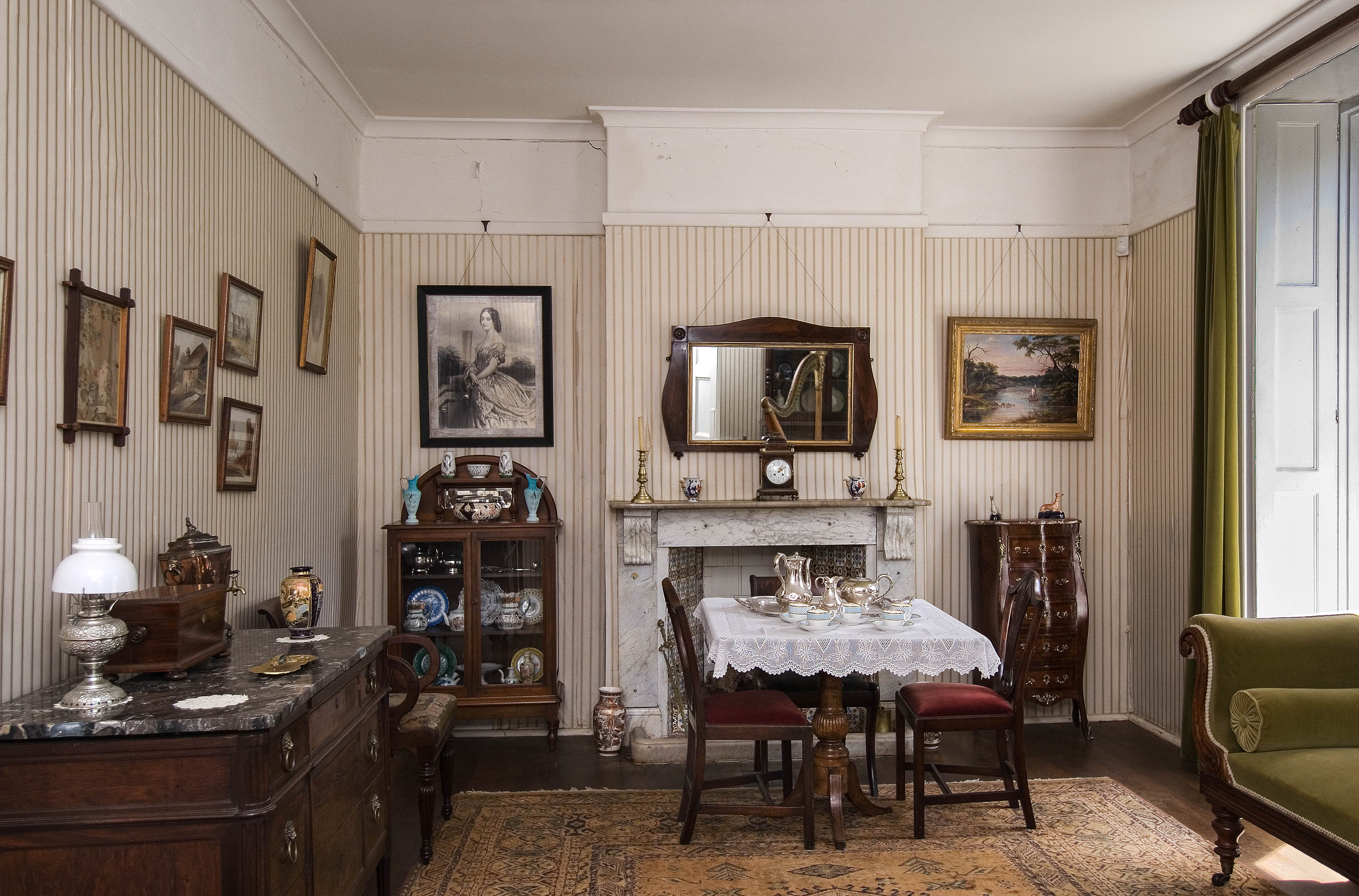
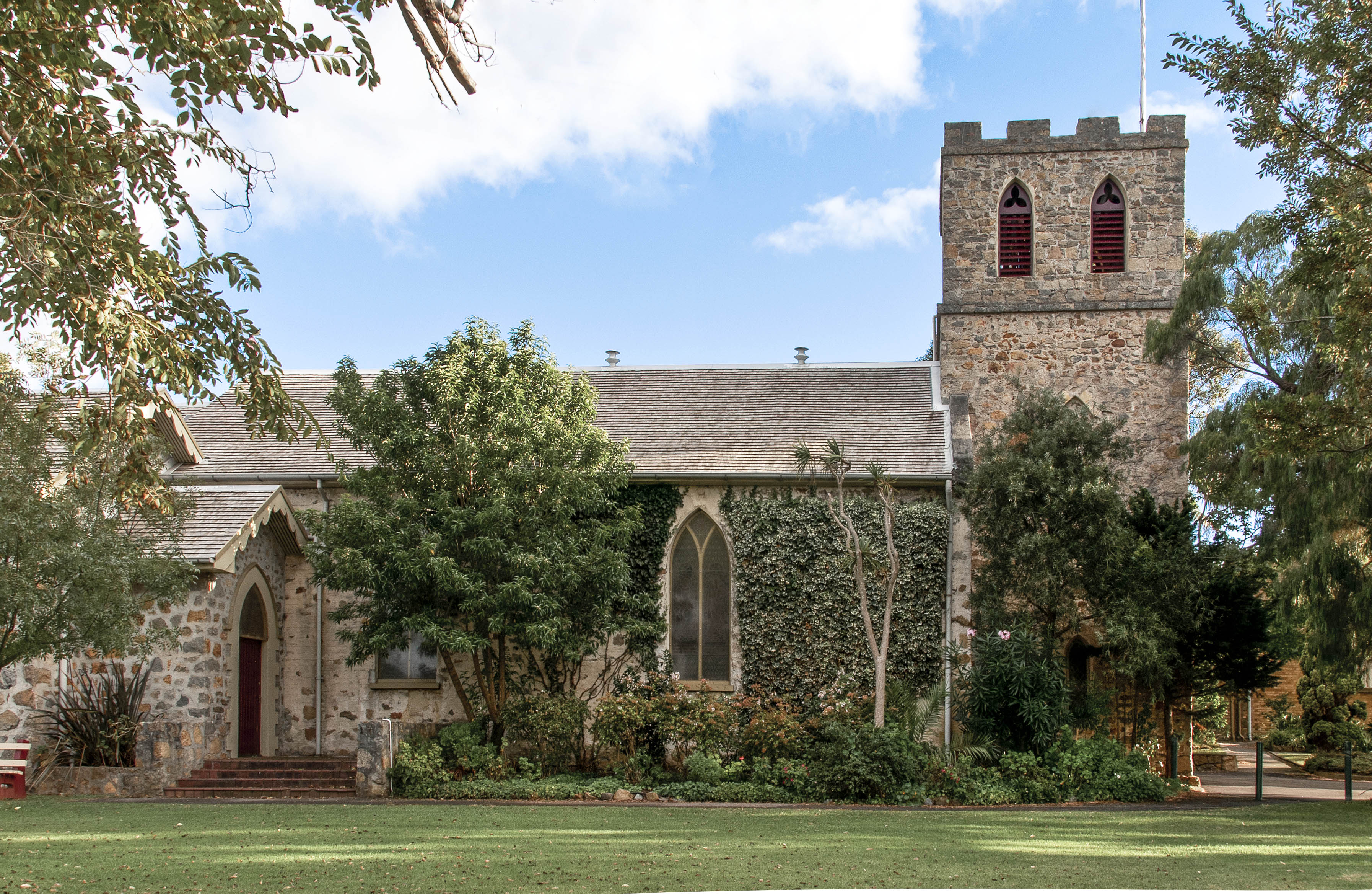
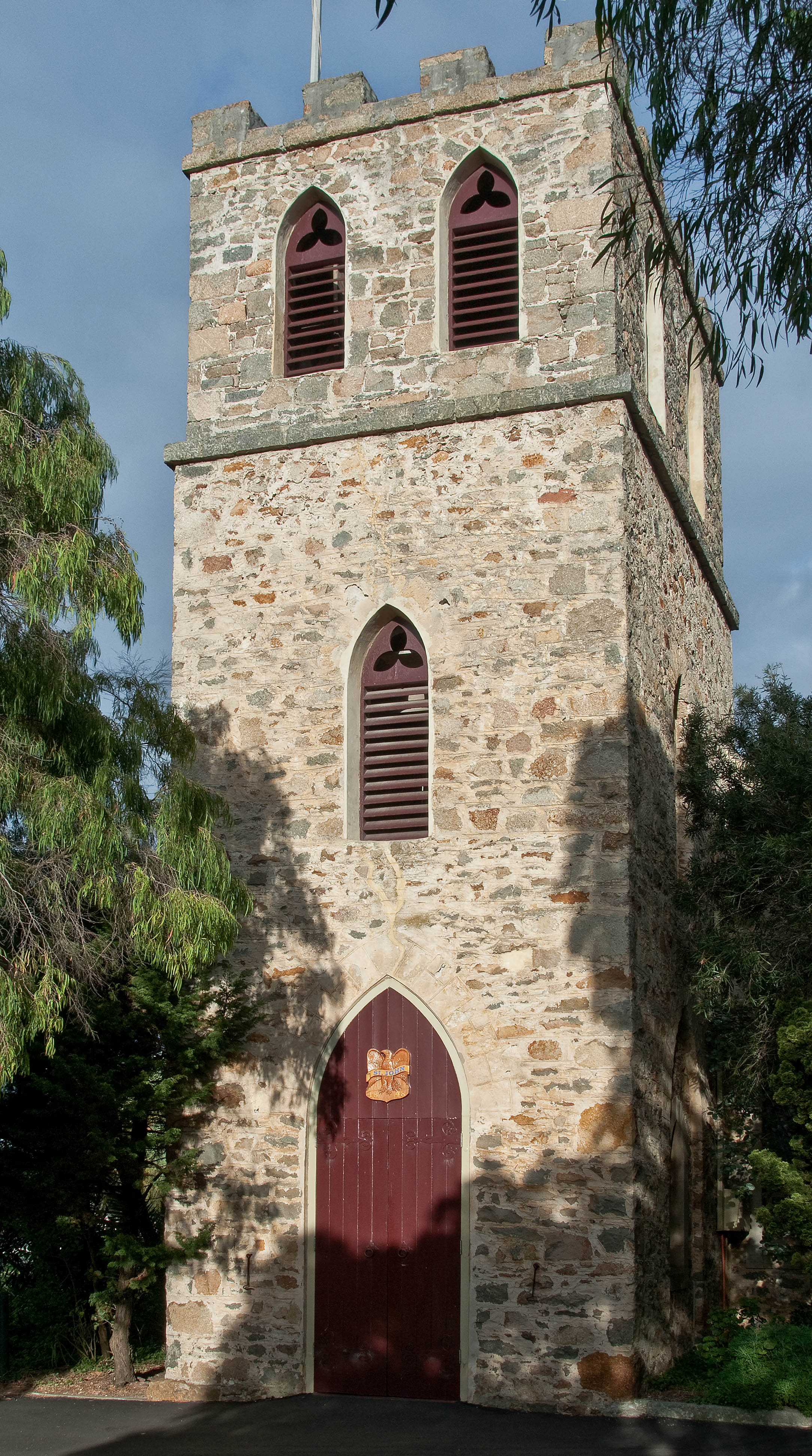
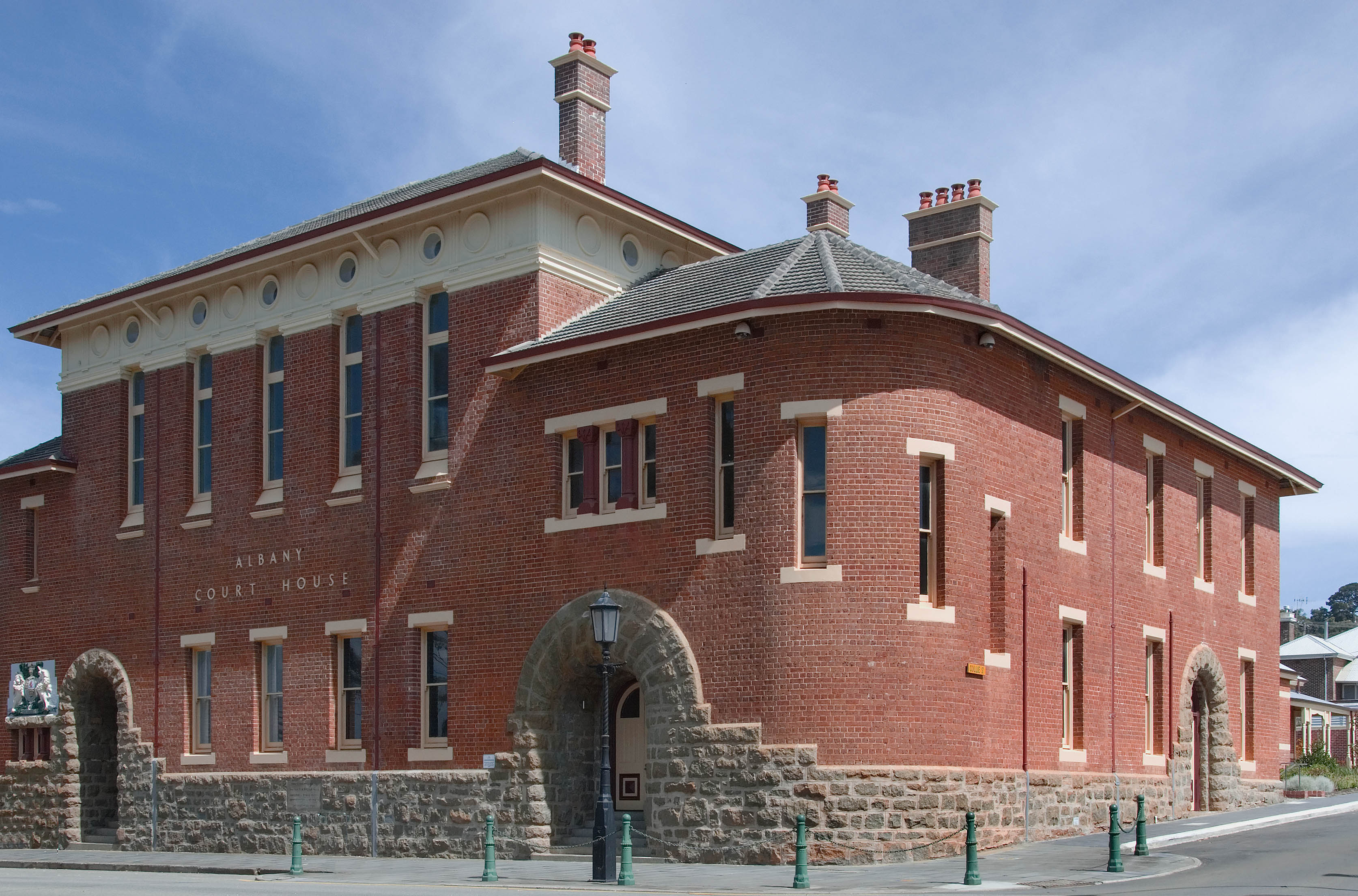
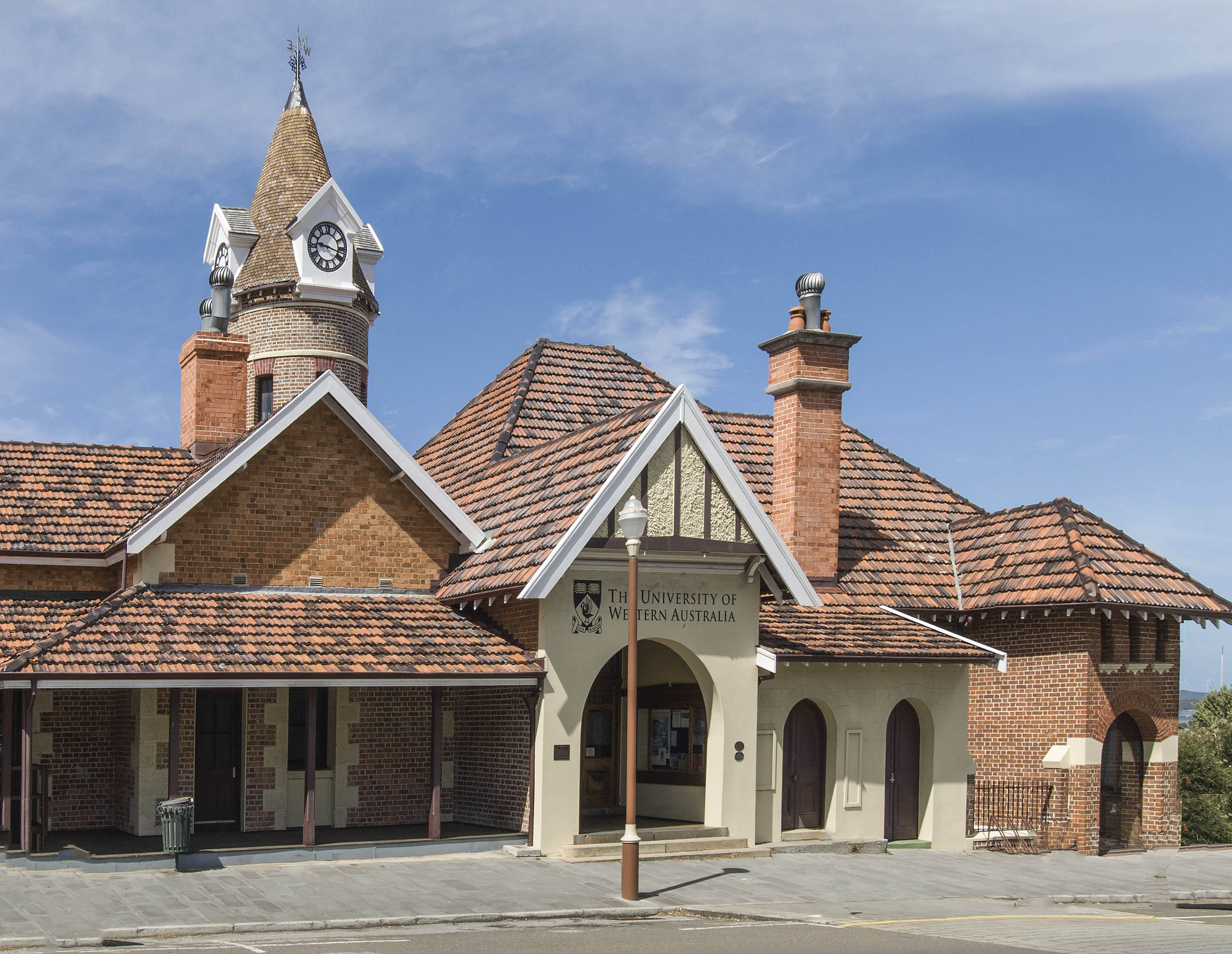
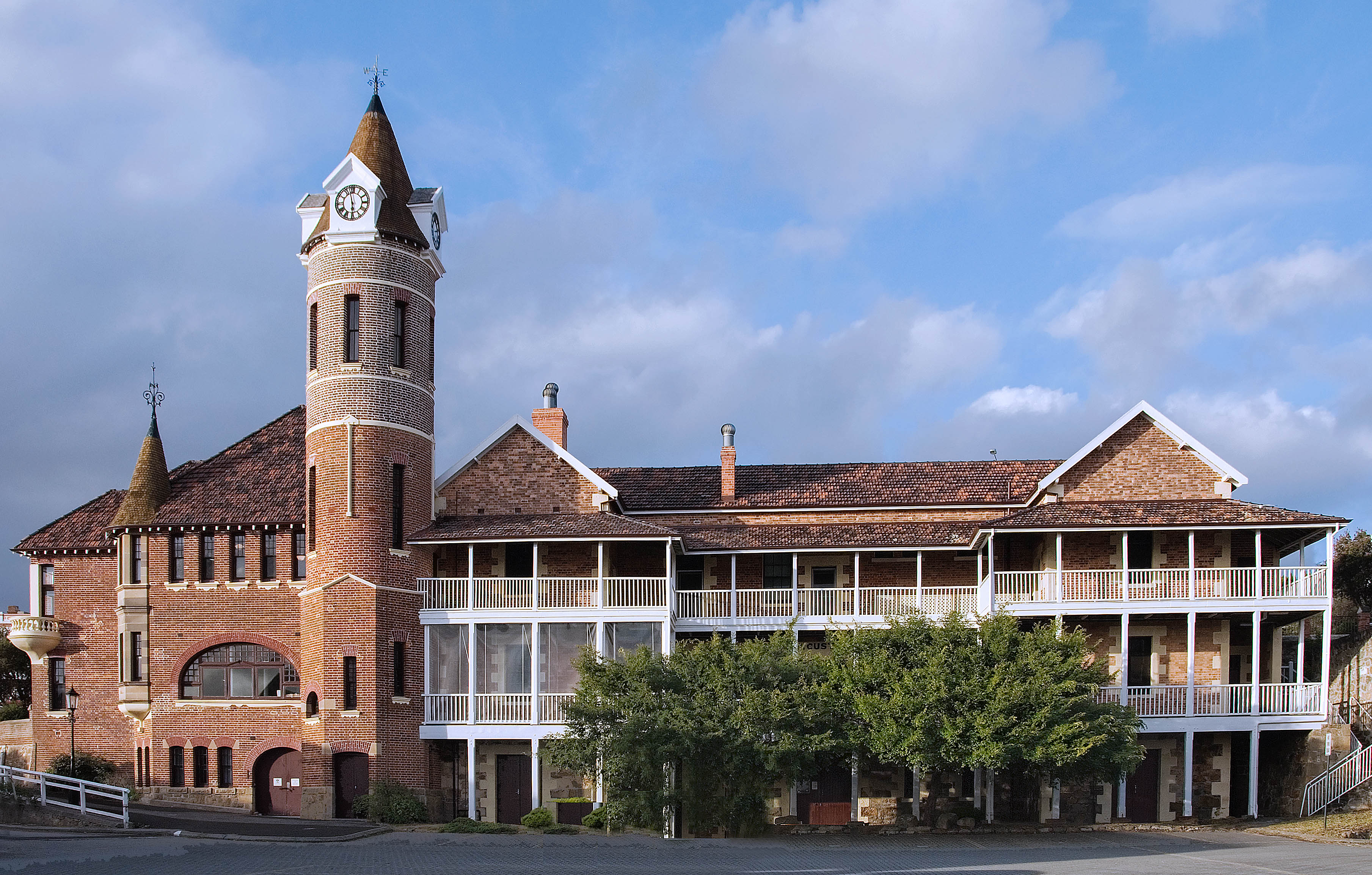
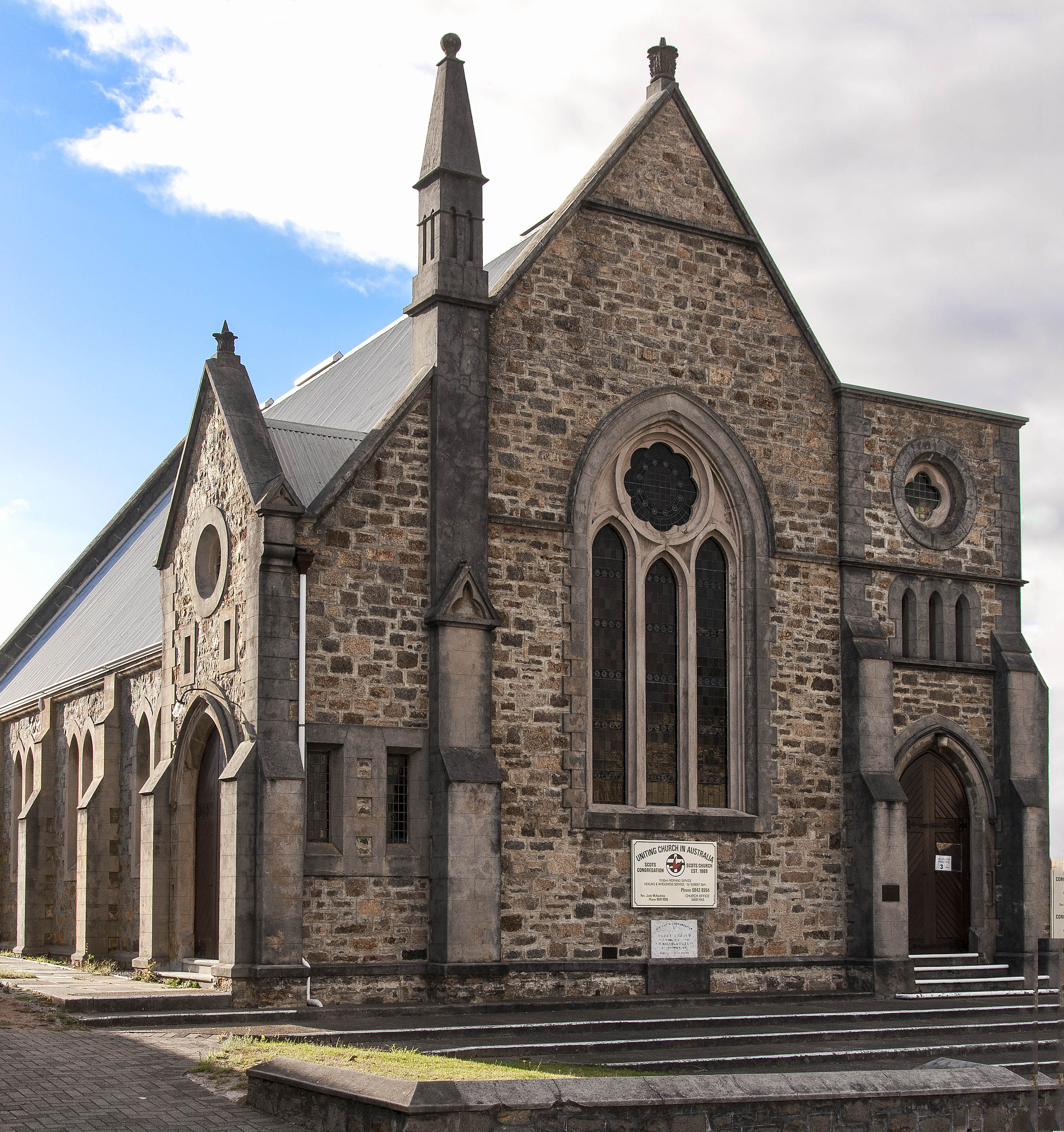
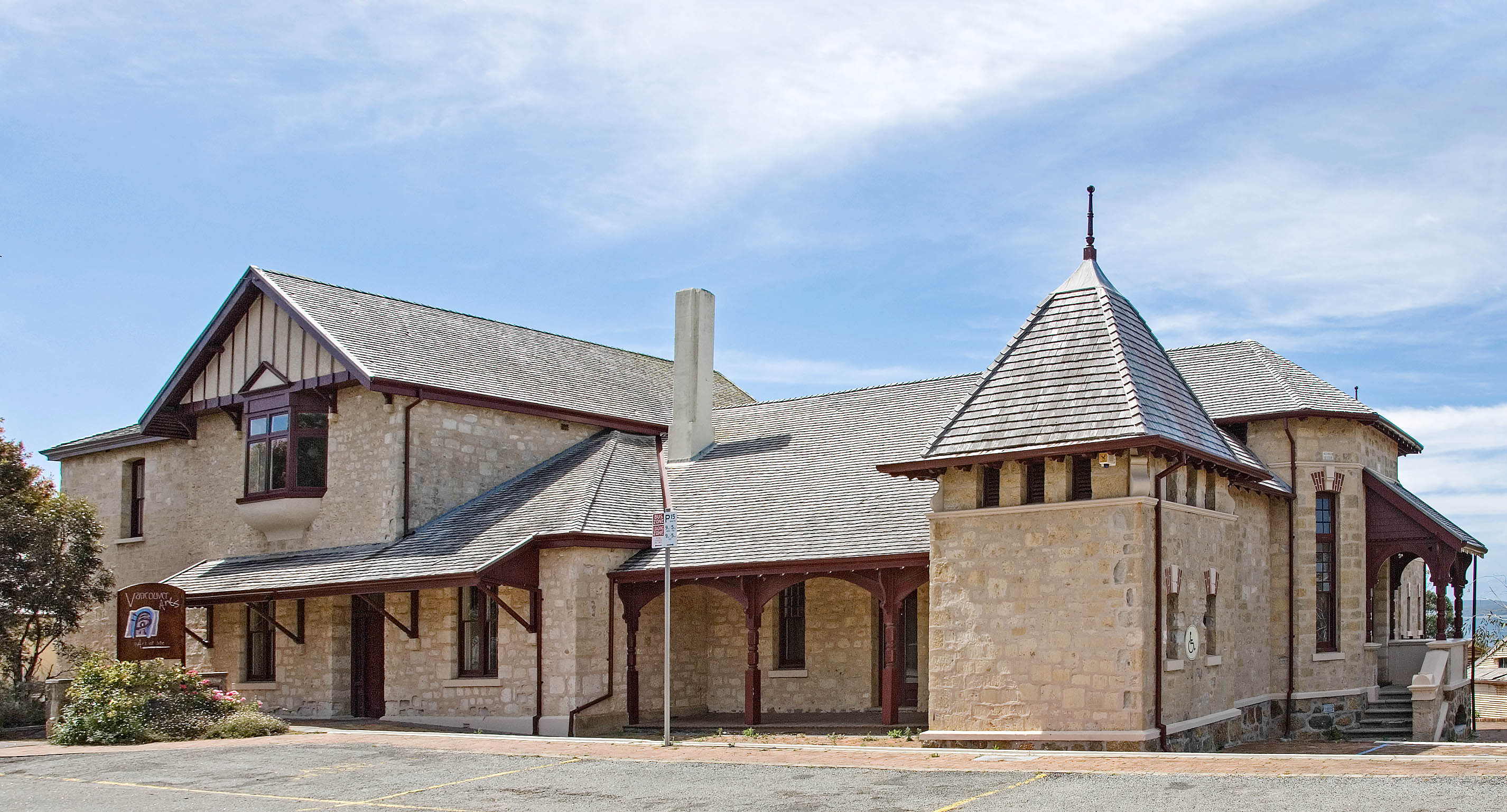
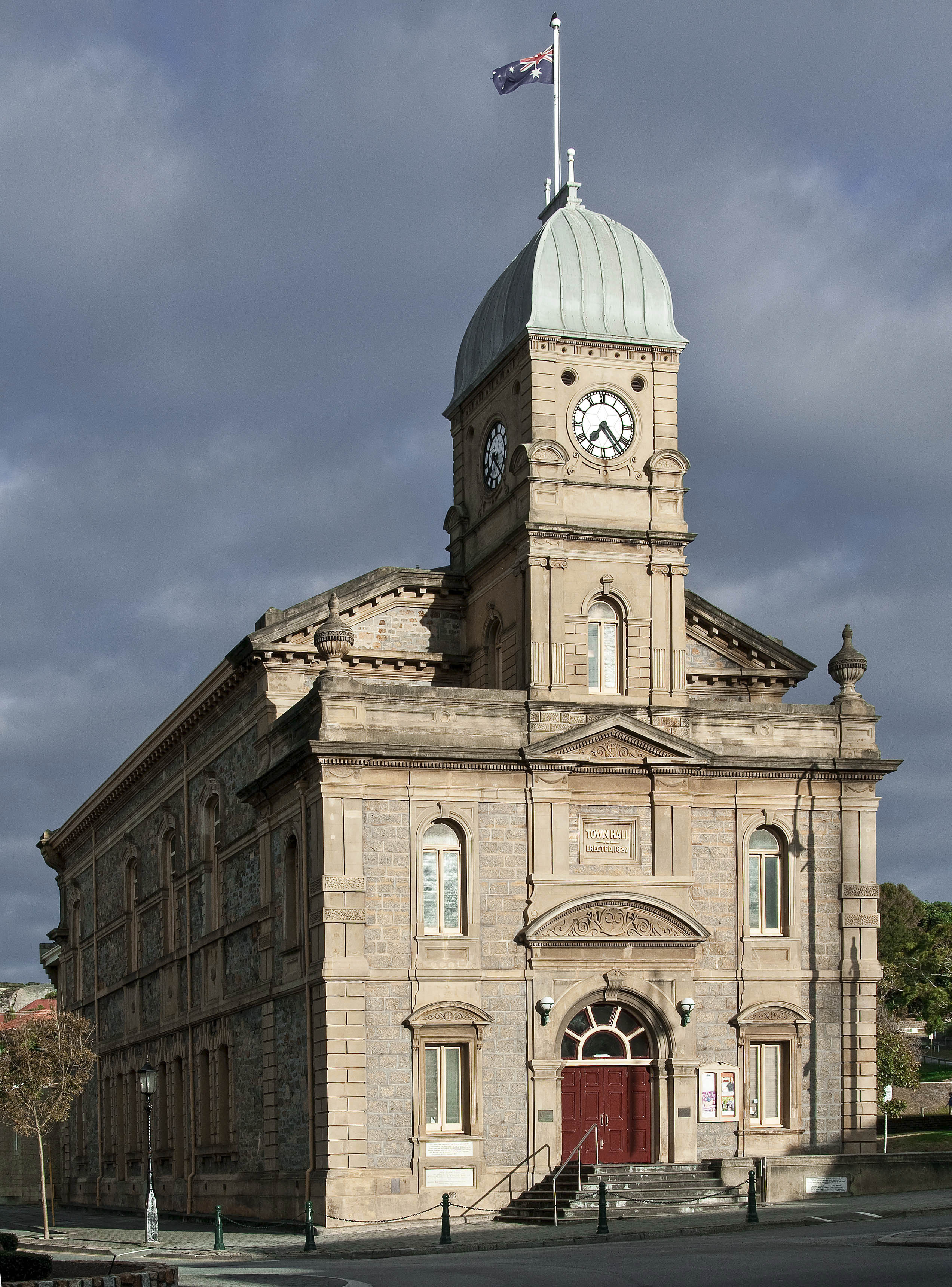

## افراد برجسته
- راشل هکس

## همچنین نگاه کنید
- آلبانی